# Lesnovska reka
Lesnovska reka (bulgariska: Лесновска река) är ett vattendrag i Bulgarien.   Det ligger i regionen Sofija-grad, i den västra delen av landet, 12 km norr om huvudstaden Sofia.
Trakten runt Lesnovska reka består till största delen av jordbruksmark. Runt Lesnovska reka är det tätbefolkat, med 849 invånare per kvadratkilometer.